# ベン・カバンゴ
ベンジャミン・ジョージ・カバンゴ（Benjamin George Cabango、2000年5月30日 - ）は、ウェールズ・カーディフ出身のプロサッカー選手。EFLチャンピオンシップ・スウォンジー・シティ所属。サッカーウェールズ代表。ポジションはDF。

## 経歴

### クラブ
父がコーチを務めていた地元クラブでプレーをはじめ、ニューポート・カウンティを経てスウォンジー・シティのアカデミーに入団。 U-19チームではキャプテンを務め、U-23チームではプレミアリーグカップ準優勝を果たした。
2018年6月、ウェルシュ・プレミアリーグ王者のザ・ニュー・セインツに6か月間の期限付き移籍で加入。UEFAチャンピオンズリーグ 2018-19 予選1回戦のKFシュケンディヤ戦ファーストレグでプロデビューを果たした。 セカンドレグではプロ初ゴールを決め4-0の勝利に貢献したが、チームは予選敗退に終わった。
スウォンジー・シティ復帰後の2019年8月13日、EFLカップ1回戦のノーサンプトン・タウン戦でトップチームデビューを果たした。

### 代表
父親がアンゴラ人のため、アンゴラ代表を選ぶこともできたが、年代別代表から一貫してウェールズ代表でプレーしている。
2020年9月3日、UEFAネーションズリーグのフィンランド代表戦でフル代表デビューを果たした。2021年5月、UEFA EURO 2020参加メンバーに選出された。

## 個人成績

### クラブ
2022年12月10日現在
| クラブ                      | シーズン | リーグ             | リーグ | リーグ | カップ | カップ | リーグカップ | リーグカップ | その他 | その他 | 通算 | 通算 |
| クラブ                      | シーズン | ディビジョン       | 出場   | 得点   | 出場   | 得点   | 出場         | 得点         | 出場   | 得点   | 出場 | 得点 |
| --------------------------- | -------- | ------------------ | ------ | ------ | ------ | ------ | ------------ | ------------ | ------ | ------ | ---- | ---- |
| スウォンジー・シティ        | 2018-19  | チャンピオンシップ | 0      | 0      | 0      | 0      | 0            | 0            | —      | —      | 0    | 0    |
| スウォンジー・シティ        | 2019-20  | チャンピオンシップ | 21     | 1      | 0      | 0      | 3            | 0            | 2      | 0      | 26   | 1    |
| スウォンジー・シティ        | 2020-21  | チャンピオンシップ | 30     | 4      | 2      | 0      | 0            | 0            | 3      | 0      | 35   | 4    |
| スウォンジー・シティ        | 2021-22  | チャンピオンシップ | 37     | 1      | 0      | 0      | 2            | 1            | —      | —      | 39   | 2    |
| スウォンジー・シティ        | 2022-23  | チャンピオンシップ | 19     | 1      | 0      | 0      | 1            | 0            | —      | —      | 20   | 1    |
| スウォンジー・シティ        | 通算     | 通算               | 107    | 7      | 2      | 0      | 6            | 1            | 5      | 0      | 120  | 8    |
| ザ・ニュー・セインツ (loan) | 2018-19  | プレミアリーグ     | 16     | 0      | 0      | 0      | 3            | 0            | 6      | 1      | 25   | 1    |
| 総通算                      | 総通算   | 総通算             | 123    | 5      | 2      | 0      | 9            | 1            | 11     | 1      | 145  | 9    |

## 代表歴

### 出場大会
- ウェールズ代表
  - 2022 FIFAワールドカップ

### 試合数
2024年1月1日現在
- 国際Aマッチ 7試合 0得点（2020年-）[16]

| ウェールズ代表 | 国際Aマッチ | 国際Aマッチ |
| 年             | 出場        | 得点        |
| -------------- | ----------- | ----------- |
| 2020           | 2           | 0           |
| 2021           | 1           | 0           |
| 2022           | 2           | 0           |
| 2023           | 2           | 0           |
| 2024           |             |             |
| 通算           | 7           | 0           |